# Ролф де Маре
Ролф де Маре (на шведски: Rolf de Maré) е шведски балетен импресарио и колекционер.
Роден е на 9 май 1888 година в Стокхолм в семейството на дипломат.
Заедно с художника Нилс Дардел през 1920 година основават Шведския балет в Париж, който до края на съществуването си през 1925 година е сред водещите модернистични балетни трупи в света.
През 1933 година основава първия в света музей на танца, сбирката на който по-късно е разделена между музея на Парижката опера и Музея на танца в Стокхолм, на който Де Маре завещава цялото си състояние.
Ролф де Маре умира в Барселона на 28 април 1964 година.